# Saint-Hilaire-les-Places
Saint-Hilaire-les-Places är en kommun i departementet Haute-Vienne i regionen Nouvelle-Aquitaine i västra Frankrike. Kommunen ligger i kantonen Nexon som tillhör arrondissementet Limoges. År 2022 hade Saint-Hilaire-les-Places 830 invånare.

## Befolkningsutveckling
Antalet invånare i kommunen Saint-Hilaire-les-Places
| Referens: INSEE |